# 马来西亚公民宣言
《公民宣言》是于2016年3月4日由马来西亚各政党人士签署的一项宣言。签署人包括马哈迪·莫哈末、林良实、林吉祥、慕尤丁·雅辛、安美嘉等总共58人。宣言由马哈迪起草，原是聚焦在时任马来西亚首相纳吉·阿都拉萨丑闻，以及一个马来西亚发展有限公司丑闻（1MDB）案，后来也加入了在野党与公民社会要求制度改革的意见。

## 背景

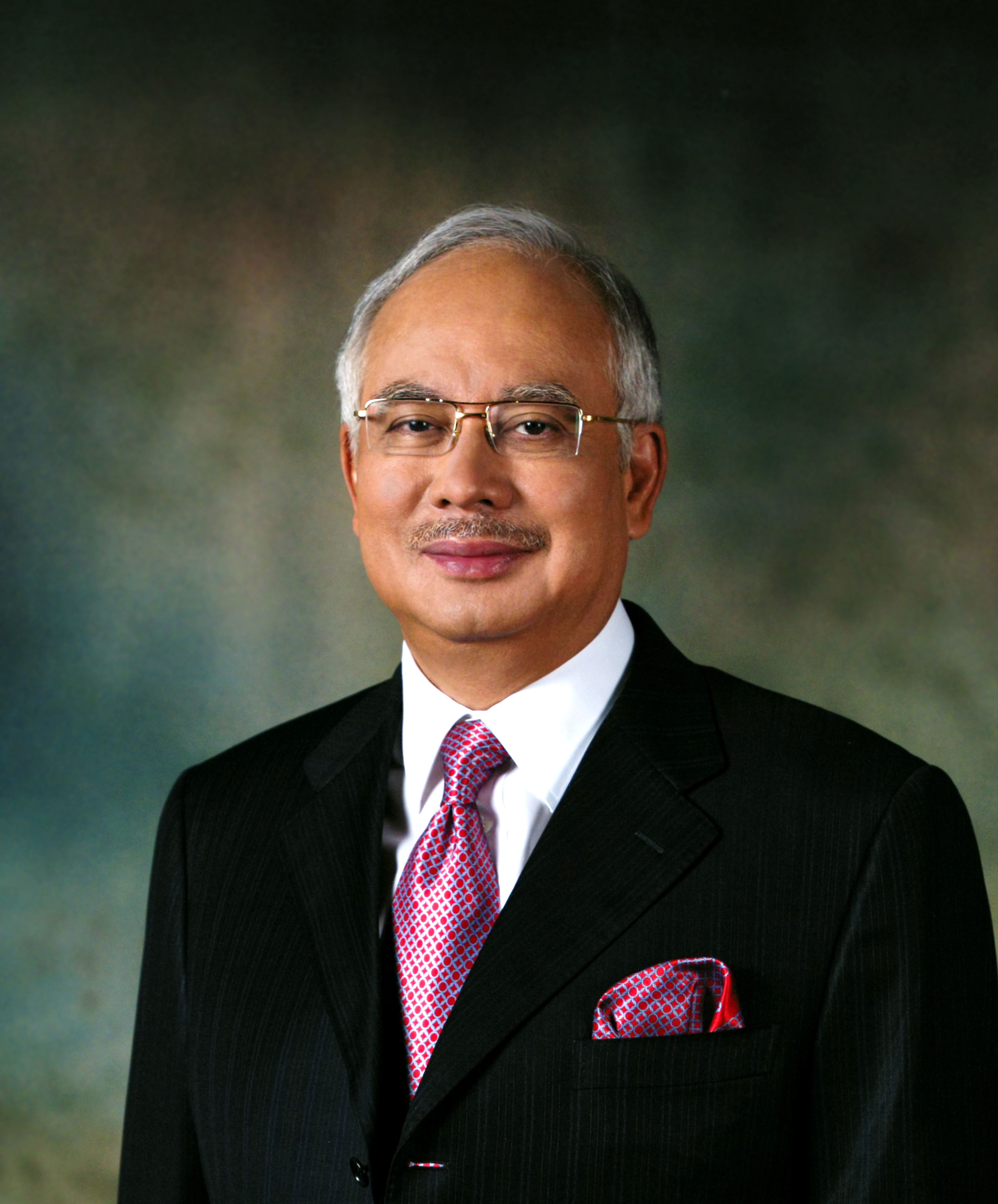
纳吉因一个马来西亚发展有限公司丑闻而被要求辞职

2015年，时任马来西亚首相纳吉·阿都拉萨被揭发在一个马来西亚发展有限公司丑闻（1MDB）中将26亿令吉转到自己的私人户口，事件被曝光后引起马来西亚人民的批评浪潮，其中前任首相马哈迪·莫哈末更多次要求其辞职。纳吉为此而革除了原副首相慕尤丁·雅辛、原总检察长阿都干尼·巴代等多名抱持异议的官员，并对马来西亚反贪污委员会、马来西亚皇家警察、总检察署及马来西亚国家银行的调查工作做了许多干预。与此同时，马币兑美元也因政府的金融丑闻而贬值至历史新低，国内经济萧条。
签署人之一的慕尤丁曾于2009年至2015年担任副首相，他在2015年7月28日因公开批评一个马来西亚发展有限公司丑闻而在纳吉的内阁大改组被除名，其位置被时任内政部长阿末扎希兼任；据英国广播公司（BBC）报导，纳吉声称撤换副手慕尤丁是艰难的抉择，并认为慕尤丁不应该在公开场合发表意见不同的见解。
另一名签署人林良实为马华公会前总会长，曾在2015年10月3日因要求纳吉辞职而遭后者于同年10月27日入禀高庭起诉诽谤。（参见：纳吉起诉林良实诽谤案）

## 过程
2016年3月4日，马哈迪·莫哈末与林良实、慕尤丁、慕克里·马哈迪、民主行动党、人民公正党、国家诚信党、净选盟等在马来亚大学校友会俱乐部召开记者会，发表《公民宣言》，并在宣言上联署，正式组成“救国联盟”，终极目标为推翻时任首相纳吉·阿都拉萨。
5月10日，《公民宣言》达到100万人签名。
经过数月百里征募签名运动，马哈迪于9月15日将《公民宣言》呈予国家元首端姑阿都哈林。土著团结党副主席兼前吉打州务大臣慕克里·马哈迪在接受《东方日报》访问时指出，“拯救大马联盟”已成功收集至少140万人的签名，但由于签名数量众多，马哈迪无法将实体签名一一呈上，因此呈交的是简要版的《公民宣言》，主要让陛下知道确切签名人数以及有关宣言的目的。

## 签署人
共58人签署了《公民宣言》，其中马哈迪及夫人茜蒂哈斯玛、马华公会前总会长林良实、人民公正党署理主席阿兹敏阿里以及前副首相慕尤丁是首5名签署宣言的领袖。
- 马哈迪·莫哈末
- 林良实
- 茜蒂哈斯玛
- 慕尤丁·雅辛
- 阿兹敏阿里
- 慕克里·马哈迪
- 末沙布
- 林吉祥
- 安美嘉
- 慕斯达法阿里
- 再益·依布拉欣（英语：Zaid Ibrahim）
- 莫哈末泰益（英语：Muhammad Muhammad Taib）
- 马夫兹
- 山努西
- 赛沙迪
- 蔡添强
- 陆兆福
- 郭素沁
- 沙拉胡丁阿育
- 慕加希
- 希山慕丁莱益斯
- 卡玛鲁丁查化

## 《公民宣言》全文
以下是《公民宣言》的中文全文翻译：
1. 我们，如下列名的马来西亚人民欲表达我们对国内时下政治、经济及社会课题的担忧。
2. 我们希望马来西亚人关注首相纳吉领导给国家所带来的破坏。
3. 根据安永会计师事务所2013年亚太舞弊调查报告，在他（纳吉）的领导下，大马沦为十大最贪污国之一。在2015年贪污印象指数中，大马也连跌四级，从第50跌至第54位。
4. 这是因为他相信金钱可保障他的首相地位。他相信金钱是一切——“金钱万能”（Cash is King）。
5. 由于财务拮据，所有部门与公共机构，包括大学的拨款减少。虽然已宣布要拨款，却没有财政来源。
6. 2009年，他设立一个主权财富基金为政府挣钱。
7. 他成立一马公司（1MDB），之后让它扛下难以承受的420亿令吉负债，无法负担。它不再能称作财富基金，反之是国家负债基金。
8. 一马公司借贷200亿令吉，以超过市价的121亿令吉价钱，购买三座发电厂。虽然获得建新发电厂合同，以及延长即将结束的特许经营权，但一马公司这些发电厂后来却以98亿3000万令吉被转售出去，亏损22亿7000万令吉。
9. 一马公司也于2009至2011年间，为一些不存在的计划与资产，向沙地石油国际（PSI）公司投资或借出18亿3000万美元。由于投资批准乃基于错误的资讯，因此国家银行要求一马公司把钱撤回大马。从这些钱当中，14亿5000万美元已直接或间接输送到刘特佐所控制的公司，包括Good Star Limited公司等。
10. 为了掩盖这些消失不见的钱，一马公司以23亿1800万美元，注销沙地石油国际公司的投资与贷款，声称它已赚得4亿8800万美元。无论如何，这笔资金一分钱都未返回马来西亚。反之，一马公司声称那笔钱已投入开曼群岛的基金，但之后却被揭露是一间无牌的投资管理公司。身为一马公司稽查公司的毕马威会计事务所（KPMG）被撤换，因为不愿核实这些在开曼群岛基金的神秘投资价值。
11. 一马公司也声称，开曼群岛的投资已全数撤回，报道指于2014年11月5日高达12亿2000美元已撤回，但他们用于在同一天却用以偿还阿尔巴投资（Aabar Investments PJS）。这是为了偿还收回给予阿尔巴投资购买一马公司49%股权的选择权。此意味这是一项骗局，因为阿尔巴投资的母公司，即国际石油投资公司（IPIC）向伦敦股票交易所提呈的账目并没提及任何接获这些付款的记录。相反地，国际石油投资公司的账户声称，一马公司因为收回选择权而欠它4亿8100万美元。
12. 一马公司也已于2014年9月向德意志银行（Deutsche Bank）联营集团借贷9亿7500万美元，以做同样的目的，即给阿尔巴投资支付赔偿。《华尔街日报》揭露，这些钱用于支付在英属维京群岛的第三方，而且他们拥有类似的名字即“阿尔巴投资有限公司”（Aabar Investment PJS Limited），但其业主却跟国际石油投资公司毫无关系。这种狡猾的骗局成功蒙骗一马公司的稽查公司德勤大马（Deloitte Malaysia），后者误信阿尔巴投资拿到了这笔款项。
13. 2015年1月，一马公司宣布，已赎回次批和最后的总值11亿美元的开曼群岛投资。首相起初向国会汇报，声称该笔基金已汇入新加坡的瑞意银行（BSI Bank）账户。两个月后的2015年5月，他告诉国会，该笔基金并非现金而是资产。过后，他又解释，这些资产乃“单位”，意味它们根本未赎回。这证明一马公司和首相屡次欺骗大马人民。这也意味，原先投资到沙地国际石油公司，较后再转到开曼群岛的资金依然失踪无痕。
14. 前峇都加湾巫统区部副主席报警，举报一马公司不见大笔资金。警方不但没调查，反之以破坏国家经济罪名，援引2012年国安法盘问、逮捕并起诉报案者。他的律师也在同样条文下被逮捕和起诉。此举意在阻吓民众向警方检举一马公司。
15. 《华尔街日报》报道，纳吉在Ambank的私人账户拥有6亿8100万美元。
16. 纳吉起初否认，然后坦承账户内确实拥有巨款。他声称获得一名阿拉伯人捐款，然后又说，钱是为了赢得第13届大选的银弹，接着再称，是给他对抗恐怖主义的献金。他之后也声称，沙地阿拉伯王子为捐款人，但稍后又改成已故沙地国王。
17. 一名沙地部长接着跳出来声称，没有记录显示沙地阿拉伯曾赠礼。他更主张，这些钱可能是投资，但其总数很小。
18. 纳吉曾恫言上庭起诉《华尔街日报》，但空雷不雨。相反地，他要求其律师，询问何以《华尔街日报》刊载相关报道。
19. 迄今，《华尔街日报》一次又一次地据实报道纳吉账户6亿8100万美元的事情。尽管可在出版地兴讼，但他至今尚未起诉《华尔街日报》。
20. 鉴于对纳吉私人账户巨款的怀疑和担心，政府设立一支特工队以调查此事，成员包括警方、总检察长、国家银行和反贪会。
21. 调查团队还未完成他们任务之前，纳吉就以生病无法履职为由，革除总检察长。纳吉公然误导国家元首，以便殿下批准撤换总检察长。纳吉也透过更换主席和多名成员方式，瘫痪公账会，阻止后者调查一马公司。新任主席是纳吉的相识，他主动声称纳吉没有犯下任何过失。
22. 纳吉之后委任新的总检察长。新总检察长最近才拒绝国行要求采取行动的建议，同时指称后者的报告未显示纳吉犯错。
23. 国行的上诉不受理。
24. 新任总检察长也拒绝反贪会的报告。该报告内容未曾公开，意图揭露报告内容的人也受到恐吓。
25. 新任总检察长也在无合理解释下，拒绝两个机构的建议——即使他们拥有相关的权力及专业。
26. 这项拒绝也阻止了事件被带上法庭，让所有证据摊开和受审。如此一来，总检察长已扮演检控官及法官角色。司法程序阻塞不前。
27. 遭革除的副首相之后揭露，前总检察长向他出示纳吉涉及相关丑闻的犯罪证据。在此同时，多个外国政府机构，如瑞士、新加坡、美国、香港及英国已开始调查一马公司。
28. 大马报纸受钳制之下，人民更仰赖外国媒体报道。但是，当人民根据外国媒体进行讨论或撰写文章，政府却通过总警长邀人报案，好让警方可以调查他们。
29. 矛盾的是，警方却没有调查针对纳吉和刘特佐的投报，以及国行和反贪会提呈总检察长的报告。总检察长也恐吓说，任何人若泄露政府机密，或会面对终身监禁和10下打鞭的刑罚。这意即公众将无法知道政府所犯的刑罪。
30. 总检察长宣布，26亿巨款的23亿令吉，已归还沙地阿拉伯，但口说无凭。
31. 人民生活也愈见困苦。
32. 纳吉征收消费税、过路费调涨，这些都导致生活成本高企、迫使商家关闭、外资工厂停止运作和撤离。这导致失业率上扬。
33. 尽管面对人民反弹，纳吉仍签署由美国主导的跨太协议，即便该协议侵蚀我们制定政策和合适法律权力。
34. 现今大马国际形象恶劣，除了名列十大贪污国，马来西亚也被视为不民主的国家。言论和新闻自由受钳制，人民活在逮捕阴影中。新设的国安会法令赋予首相，而不是元首宣布某个地点成为安全区的权力，在这些安全区内，政府可以在违反公正的程序下将一个人未审先扣。
35. 反之，若政府官员若在相关法令下犯错或滥权，人民却无法对付他们。吹哨者或爆料者受干扰与惩罚，不得保护。揭弊的言论自由受多种法律的钳制，宪赋的基本权利不再有意义。
36. 基于这些理由，我们，下列的马来西亚人民，赞同及支持：（一）通过非暴力与合法途径，撤除首相纳吉；（二）撤除协助纳吉，助纣为孽者；（三）废除违反宪法的法律；（四）恢复警方、反贪会、国家银行、公账会等机构的廉信。
37. 我们呼吁所有马来西亚人民，不分种族、宗教、政治、信仰或政党，不论老或少，请与我们携手从纳吉政府手中拯救马来西亚，开拓改革政府机构的道路，以捍卫民主及恢复行政、立法及司法的三权分立，保障国家机构的独立、诚信、专业及廉洁。

## 各方反应
- 社运分子发动网络联署运动，呼应《公民宣言》，要求首相纳吉下台。该题为《上书首相纳吉——下台！ 》的签名运动，由社运分子阿祖鲁（Azrul Mohd Khalib）于3月5日所设，截至3月6日下午1时，有逾1万6000人签署。文章开头提及，《公民宣言》主张改革，以应对时局面对的种种不确定性、公众日益不信任政府、恐惧弥漫，实在鼓动人心，因此网络联署欲声援这份宣言[9]。
- 首相纳吉点名马哈迪与慕尤丁，直言巫统内部已对两人的所作所为感到愤怒与失望；至于是否对付参与联署该宣言的巫统领袖，将交由该党最高理事会以及纪律委员会决定[10]。
- 马华公会总会长廖中莱指前总会长林良实签署《公民宣言》的行动，全属个人行为。他说：“之前也已经提过了这件事，林良实有个人的立场和意见，而马华公会的立场也非常清楚，即全力支持首相（纳吉）的领导。”[11]
- 伊斯兰党主席哈迪阿旺说，该党不反对《公民宣言》中的四大诉求，但也不会照单全收。 他说，虽然伊党选举主任慕斯达法阿里和瓜拉尼鲁斯国会议员莫哈末凯鲁丁·阿曼在获得他同意下出席《公民宣言》签署仪式，但不能代表伊党立场[12]。